# الدوري المالطي الممتاز 2010–11
الدوري المالطي الممتاز 2010–11 (بالإنجليزية: 2010–11 Maltese Premier League)‏ هو الموسم 96 من الدوري المالطي الممتاز. أقيم خلال الفترة أغسطس 2010 وحتى مايو 2011، وأشرف على تنظيمه اتحاد مالطا لكرة القدم، وكان عدد الأندية المشاركة فيه 10، وفاز فيه نادي فاليتا.